# ゼーヴィオ
ゼーヴィオ（伊: Zevio）は、イタリア共和国ヴェネト州ヴェローナ県にある、人口約16,000人の基礎自治体（コムーネ）。

## 地理

### 位置・広がり

#### 隣接コムーネ
隣接するコムーネは以下の通り。
- ベルフィオーレ
- カルディエーロ
- オッペアーノ
- パルー
- ロンコ・アッラーディジェ
- サン・ジョヴァンニ・ルパトート
- サン・マルティーノ・ブオン・アルベルゴ

### 気候分類・地震分類
気候分類では、zona E, 2348 GGに分類される。
また、イタリアの地震リスク階級 (it) では、zona 3 (sismicità bassa) に分類される。

## 行政

### 分離集落
ゼーヴィオには、以下の分離集落（フラツィオーネ）がある。
- Bosco, Campagnola, Perzacco, Santa Maria, Volon

## 姉妹都市
- アルボレーア、イタリア